# Cysoing
Cysoing – miejscowość i gmina we Francji, w regionie Hauts-de-France, w departamencie Nord.
Według danych na rok 1990 gminę zamieszkiwało 4218 osób, a gęstość zaludnienia wynosiła 310 osób/km² (wśród 1549 gmin regionu Nord-Pas-de-Calais Cysoing plasuje się na 238. miejscu pod względem liczby ludności, natomiast pod względem powierzchni na miejscu 157.).